# Ad Statuas (Ács)
Ad Statuas római katonai segédcsapat-tábor (castellum) és település volt a Duna mentén Pannonia provinciában, a ma Ácshoz tartozó Vaspuszta területén. A fából, később kőből épült erődben egy 480-800 fős segédcsapat (cohors) állomásozott.

## Elhelyezkedése

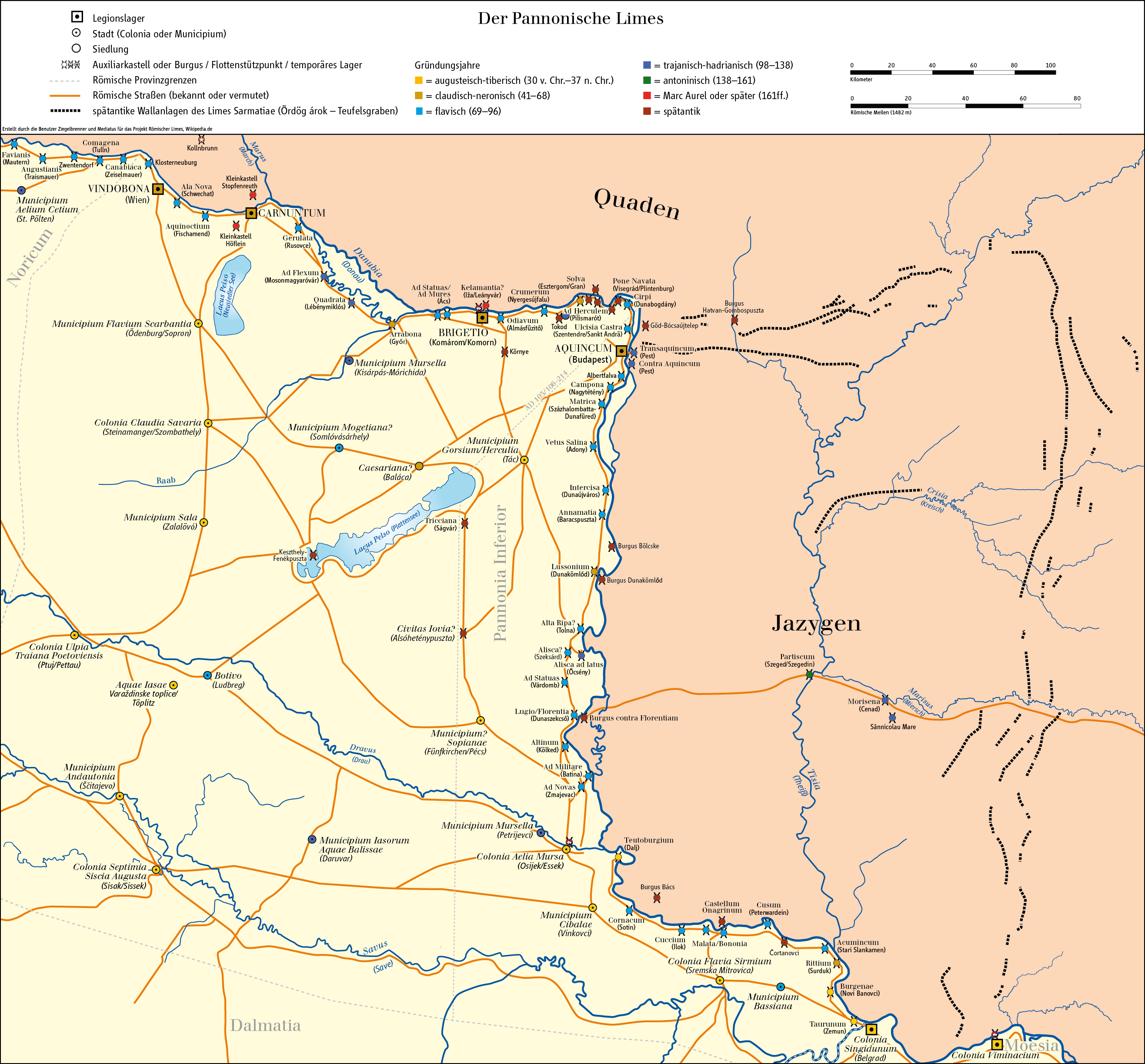
Ad Statuas Pannoniában

Ad Statuas a Carnuntumot Aquincummal összekötő limesút mentén, az Arrabona és Brigetio közötti szakaszon fekszik. A tőle keletre található Ad Mures erődjéhez a római katonai táborok szokásos távolságánál jóval közelebb fekszik, aminek oka a túlparti kvád törzsek gyakori betörése, a Duna itteni szakasza ugyanis átkelésekre alkalmasabb.

## Kutatása
Ad Statuas környékén számos római lelet került elő a 19. században. Fényes Elek 1848-ban arról számolt be, hogy az Ácshoz tartozó Lovadon egy boltozatos, föld alatti épületet találtak 1817-ben. Ez feltehetően a táborhoz tartozó fürdő maradványa volt. Komárom város és vármegye régészeti egylete 1887-ben számolt be a Vaspuszta mellett található "öles római falak"-ról. Régészeti feltárást először Barkóczi László végzett a területen 1948-ban, aki itt római erőd maradványait azonosította. Ezt követően 1966-67-ben és 1971-72-ben Gabler Dénes kutatta a területet, ő tárta fel az erőd romjait. Eredményeit 1989-ben megjelent monográfiában foglalta össze. 2000 után Tóth János Attila végzett víz alatti feltárást az erőd víz alá került északi falainál.

## Története
Ad Statuas erődje a többi pannoniai erősséghez hasonlóan eleinte fából épült. Az első erőd építői a cohors I Hispanorum katonái voltak, akik Traianus uralkodása alatt, a 2. század legelején tartózkodtak a területen. Őket nem sokkal később a cohors IIII voluntariurum egység követte. A Duna áradásai miatt ezt a tábort kb. 40 méterrel délebbre építették újjá a cohors I Thracum equitata tagjai, akik nem sokkal 117 után érkeztek erre az állomáshelyre. Az eredeti tábor déli árkának vonalábna jelölték ki az új tábor principiájának (főútjának) futását. A palánkot kívülről ferde oldalú árok vette körül, melynek nyomait az egyik kapu előtt találták meg.
A markomann háborúk időszakában (166-180) az erőd elpusztult, újjáépítése csak a 2. század végén következett be. A táborból előkerült legtöbb kőemlék Septimius Severus uralkodásának idejére keltezhető. Ez alapján azt feltételezhetjük, hogy a 2-3. század fordulóján jelentős építkezések folytak a területen. Ekkor vagy Caracalla uralkodása alatt építhették át a palánkot kőfalakká. A korábbi árkot feltöltötték, annak külső vonalában húzták fel a falakat. Ezeket a fal síkjából kiugró kaputornyokkal és saroktornyokkal erősítették meg.
A 4. század elején az erődöt övező árkot ismét feltöltötték, majd kijjebb, a faltól 13 méterre alakították ki újra. Erre azért volt szükség, mert a tornyokat legyező alakúvá építették át, ehhez pedig nagyobb hely kellett a falak előtt. Az új, patkó alakú saroktornyok ugyanis a falból 11,4 méterre ugrottak ki és 9,5 méter szélesek voltak. Ekkor falazták be a tábor oldalsó kapuit is, hogy ostromát megnehezítsék.
Az innen előkerült éremleletet Gabler Dánes 351-354 közé datálta. A pénzérmék a torony omladékai alá kerültek, amit annak leégése okozhatott. Ez az esemény a kvádok 354-es betörésekor következett be. A tábor legkésőbbi leletei Valentinianus korából származnak, de a falba beépített kerámiák alapján feltételezhető, hogy az erődöt még 420-430-as évekig használták a rómaiak.

## Leírása
Ad Statuas erődjének szélessége 106, hosszúsága 112 méter volt. Utóbbi adatot csak a leomlott falcsonkok alapján valószínűsíthetjük. Bár a katonai tábor a Duna vízszintjénél fölé 4-5 méterrel magasabb kis dombra épült, az elmúlt kétezer év áradásai alámosták a partot, így az építmény északi harmadát mára elpusztították. A folyóba omlott a falszakaszokat alacsony vízállás esetén meg lehet figyelni.

## Külső hivatkozások
- Videó az erődről (rekonstrukció)